# بافاريا-إنغولشتات
بافاريا-إنغولشتات (بالألمانية: Bayern-Ingolstadt أو Oberbayern-Ingolstadt)؛ كانت دوقية جزءًا من الإمبراطورية الرومانية المقدسة منذ 1392حتى1447.

## التاريخ
بعد وفاة ستيفان الثاني عام 1375حكم أبناؤه الثلاثة ستيفان الثالث وفريدرخ ويوحنا الثاني دوقية بافاريا السفلى-لاندسهوت بالمناصفة، وبعد سبعة عشر عامًا من الحكم، قرر الإخوان تقسيم ميراثهم رسميًا. تلقى يوحنا بافاريا-ميونخ، في حين استلم ستيفان بافاريا-إنغولشتات، بينما احتفظ فريدرخ بما تبقى من بافاريا-لاندسهوت.
سرعان ما انزعاج ستيفان من نصيبه بحيث اعتبره الأقل وأيضا كان متجزئة بحيث تصارع مع شقيقه يوحنا وأبنائه ولكن دون جدوى، وبعد وفاته عام 1413، تولى لودفيغ السابع السلطة التي تشاجر مع ابن عمه هاينريش السادس عشر الثري من بافاريا-لاندسهوت، وأخيراً في عام 1429 اتحدت أجزاء من بافاريا-شتراوبنغ معها ومع ذلك بقيت متجزئة، ومع عقد 1440 اغتصب ابنه لودفيغ الثامن السلطة في 1443 وسلمها لعدوه هاينريش السادس عشر الذي اعتبره وريثه توفي لودفيغ الثامن بعد ذلك بعامين، في حين توفي لودفيغ السابع في الاسر، ومع عدم وجود وريث، ضمت بافاريا-إنغولشتات إلى بافاريا لاندسهوت.

## الحكام
1. ستيفان الثالث (حكم.1392 - 1413)؛ هو الابن البكر لـ ستيفن الثاني.
2. لودفيغ السابع (حكم.1413 - 1443)؛ ابنه، توفي في 1447.
3. لودفيغ الثامن (حكم.1443- 1445)؛ ابنه.

السلطة منذ 1443 كانت في يد هاينريش الثري، ومع 1447 بوفاة لودفيغ السابع بسجنه، استطاع هاينريش ضم بافاريا-إنغولشتات بكاملها إلى أراضيه في لاندسهوت، متجاهلاً تقسيمات مع أبناء عمومته.